# スティッキー・フィンガーズ
『スティッキー・フィンガーズ』(Sticky Fingers)は、1971年に発表されたローリング・ストーンズのオリジナル・アルバム。全英、全米共に1位を記録。プロデューサーはジミー・ミラー。レコーディング・エンジニアはグリン・ジョンズ、アンディ・ジョンズ、クリス・キムジー、ジミー・ジョンストン。

## 解説
本作は彼らが設立したローリング・ストーンズ・レコードから発売された初のスタジオ・アルバムである。『ベガーズ・バンケット』から見られるようになったサザン・ロック・サウンドをより深化させた内容となっている。本作に収録されている楽曲は全て後に公演で一度以上取り上げられている。同様のオリジナルアルバムは本作の他は『ブラック・アンド・ブルー』（1976年）と『女たち』（1978年）がある。
本作は新メンバーのミック・テイラーが初めて本格参加している作品であると共に、ブライアン・ジョーンズが全く関わっていない最初の作品でもあった。ミック・ジャガーも1995年のインタビューで「（制作中は）妙な感じがした。全く新しい世界だったよ。『ベガーズ・バンケット』が一時代前のものに思えたぐらいさ」 と当時を振り返っている。
本作は『ベガーズ・バンケット』、『レット・イット・ブリード』、『メイン・ストリートのならず者』と並び、ストーンズの最高傑作として高評価を受けている。

## 経緯
本作収録曲のうち「シスター・モーフィン」のみ、前作『レット・イット・ブリード』のセッションの中で録音されており、他の曲はグループ6度目の北米ツアーの最中である1969年12月1日から4日にかけての、アラバマ州のマッスル・ショールズ・スタジオでのセッションから始まった。この2日後に開催された「オルタモントの悲劇」で悪名高いオルタモント・フリーコンサートでは、この中から「ブラウン・シュガー」が披露されている。翌1970年以降も断続的にロンドンのオリンピック・スタジオと、スターグローヴスにあるミック・ジャガー邸に持ち込まれたモービル・スタジオで大半を録音した。次作『メイン・ストリート…』に収録された曲の初期ヴァージョンも、このレコーディング・セッションで録音されている。9月から始まったヨーロッパツアーと並行しながら、最終オーバーダビングとミキシングを1971年1月に行い完成させた。『スティッキー・フィンガーズ』とは、元々は制作中の仮タイトルだったが、結局これがそのままアルバムのタイトルに使用された。
1970年はストーンズとして初めて新曲が1つも発表されない年だったが、一方では大変重要な年でもあった。デッカ／ロンドン・レコードとの契約が失効したこの年、グループはプライベート・レーベル「ローリング・ストーンズ・レコード」を設立した（契約先はアトランティック・レコード）。これには1965年にストーンズのマネージャーとなり、グループの著作権と財政を意のままに操っていたアラン・クレインと決別する目的もあった。しかし常に複雑な法律が絡んでいたクレインとの契約から逃れるため、メンバーはイギリスから離れ、フランスへの移住を余儀なくされた。しかしグループとクレインの間で和解が成立せず、その後2年間にわたり法的闘争が行われることになる。裁判の結果、1970年以前のストーンズの作品の出版権はクレインと彼の会社アブコ・レコードの手に渡り、以降様々な編集盤が同社から発売されることとなる。本作収録の「ブラウン・シュガー」や「ワイルド・ホース」がアブコ・レコードとローリング・ストーンズ・レコード双方の編集盤に収録されることがあるのはそのためである。
デッカとの契約は1970年7月末日をもって終了したが、デッカはストーンズに対しシングルをもう1枚提供する義務があると通知した。それに対し彼らは、とても放送には耐えうる内容ではない「コックサッカー・ブルース」を提出し、デッカに意趣返しを試みた。デッカは代わりに「ストリート・ファイティング・マン」を1971年にシングルとして発売した。
ビル・ワイマンは1989年、本作のタイトルを冠したレストラン「スティッキー・フィンガーズ」をロンドン、ケンジントンに開店している。

## アートワーク
本作のジャケットは、グラフィック・デザイナーのクレイグ・ブラウンがデザインし、アンディ・ウォーホルが撮影した。表側はジーンズを穿いた男性の股間のクローズアップで、裏側では尻を向けている。表側には本物のジッパーが取り付けられており、実際に開くことが出来る。なお、このジッパーは英・米盤では無印だが、日本盤ではYKK製であることが確認できる。このジッパーはCDケースでは再現不可能であることから、CD時代になってからは廃されるようになったが、一部の再発盤ではジッパーが取り付けられているものもある。ジャケットの中には、ブリーフを穿いた男性の股間の写真が封入されている。モデルの正体はジャガーではないかという噂もあったが、ジャガーは「これはウォーホルの・・・"弟子"っていう上品な言葉を、当時の俺達は使ってたんじゃないかな」と語っている。
スペイン盤では、股間のふくらみが猥褻だとして、缶詰入りの女性の指が描かれた物に変更された。但し、こちらの方が問題だとする意見もある。そのスペイン盤では「シスター・モーフィン」が歌詞の内容に問題があるとして削除され、代わりにイギリス盤シングル「ブラウン・シュガー」のB面に収録された「レット・イット・ロック」（リーズ大学での公演）のステレオ・ミックスが収録された。

## 評価
本作はイギリス、アメリカ共に4週連続1位に輝き、それまでのグループの売上枚数を更新した。さらにオーストラリア、カナダ、オランダ、スウェーデン、ノルウェー、スペイン、ドイツでも1位となり、世界的な大ヒット作となった。売上のみならず作品としての評価も高く、2002年には「ローリング・ストーン」誌のグレーティスト・アルバム500で64位に、翌年のTVネットワークのVH1が本作を最も偉大なアルバム・ジャケットに選出し、グレーティスト・アルバムで46位となった。ジャガーは「このアルバムを誇りに思う」と語り、キース・リチャーズも1987年のインタビューで「やっぱり『ベガーズ…』と『レット・イット・ブリード』と『スティッキー…』、それと『メイン・ストリート…』の4枚がいいね」と答えている。ミック・テイラーも「僕がストーンズにいた頃のアルバムでは一番好きだ」とコメントしている。

## 再発
1994年、ヴァージン・レコードからリマスターCDが発売された（リマスタリングはボブ・ラドウィック）。2009年にはユニバーサル・ミュージック・グループにより再リマスター版が発売（リマスタリングはスティーブン・マーカソン）。2011年、日本限定で最新リマスター版がSACDにて発売された。2015年には未発表テイクを追加収録した「デラックス・エディション」が、さらに、1971年のリーズ大学での公演模様を収めたCDと同年のマーキー・クラブでの公演を収めたDVD、また「ブラウン・シュガー」、「ワイルド・ホース」の7インチシングルを同梱した「スーパー・デラックス・エディション」が限定発売された（リマスターは2009年のもの）。2015年版は全英7位、全米5位を記録した。

## 収録曲
特記なき限り、作詞・作曲はジャガー/リチャーズ。

### オリジナル

#### SIDE A
1. ブラウン・シュガー - Brown Sugar - 3:50 
  - アルバムからの先行シングル。全米1位[14]、全英2位[13] を記録。
2. スウェイ - Sway - 3:51 
  - リズムギターはジャガーが担当し、リチャーズはコーラスのみの参加。コンサートで披露されたのが2005年と、本作収録曲中最も遅かった[15]。クレジットはされていないが、ザ・フーのピート・タウンゼント、フェイセズのロニー・レイン、ビリー・ニコルズの3人がジャガーから招待され、コーラスで参加している（1970年12月、オリンピック・スタジオで録音）[16]。
3. ワイルド・ホース - Wild Horses - 5:42
  - アメリカでシングルカットされ、28位まで上昇[14]。
4. キャン・ユー・ヒア・ミー・ノッキング - Can't You Hear Me Knocking - 7:15 
  - 曲の後半からテイラーによるギターとボビー・キーズのサックスによるジャム・セッションとなる。2002年のツアーで初めてコンサートで採り上げられた[17]。
5. ユー・ガッタ・ムーブ - You Gotta Move (Fred McDowell/Rev. Gary Davis) - 2:32
  - 原曲はアメリカで古くから伝わる黒人霊歌。1965年、ミシシッピ・ブルースマンのフレッド・マクドウェルが録音、彼のバージョンをベースにカバーしたもの。

#### SIDE B
1. ビッチ - Bitch - 3:36
  - シングル「ブラウン・シュガー」のB面曲。リチャーズがリードギターを担当[18]。
2. アイ・ガット・ザ・ブルース - I Got the Blues - 3:53
3. シスター・モーフィン - Sister Morphine (Jagger/Richard/Marianne Faithfull) - 5:31 
  - 元々はジャガーのプロデュースでマリアンヌ・フェイスフルのシングル曲として製作されたが、歌詞が問題視され発禁処分となる[5]。本作で初めて発表された。1997年に初めてコンサートで採り上げられた[19]。
4. デッド・フラワーズ - Dead Flowers -  4:03
5. ムーンライト・マイル - Moonlight Mile - 5:56 
  - リチャーズが考案した「The Japanese Thing」を元にして作られた曲。テイラーが作曲に大きく関与しているが、作者としてクレジットされていない[5]。リズムギターはジャガーが担当しており、リチャーズはこの曲の録音には参加していない。1999年に初めてコンサートで採り上げられた[20]。

### 2015年デラックス・エディション・ボーナス・ディスク
1. ブラウン・シュガー（オルタネイト・バージョン with エリック・クラプトン） - Brown Sugar (Alternate Version with Eric Clapton)  - 4:07
2. ワイルド・ホース（アコースティック・バージョン） - Wild Horses (Acoustic version) - 5:47
3. キャン・ユー・ヒア・ミー・ノッキング（オルタネイト・バージョン） - Can't You Hear Me Knocking (Alternate version) - 3:24
4. ビッチ（エクステンテド・バージョン） - Bitch(Extended version) - 5:53
5. デッド・フラワーズ（オルタネイト・バージョン） - Dead Flowers (Alternate version) -  4:18

－ライヴ・アット・ザ・ラウンドハウス 1971年－
1. リヴ・ウィズ・ミー - Live with Me - 4:22
2. ストレイ・キャット・ブルース - Stray Cat Blues - 3:38
3. むなしき愛 - Love in Vain - 6:42
4. ミッドナイト・ランブラー - Midnight Rambler - 11:27
5. ホンキー・トンク・ウィメン - Honky Tonk Women - 4:14

### 2015年スーパー・デラックス・エディション・ボーナス・ディスク
－リーズ大学公演より（1971年）－
1. ジャンピン・ジャック・フラッシュ - Jumpin' Jack Flash - 3:42
2. リヴ・ウィズ・ミー - Live with Me - 3:33
3. デッド・フラワーズ - Dead Flowers - 4:03
4. ストレイ・キャット・ブルース - Stray Cat Blues - 4:37
5. むなしき愛 - Love in Vain - 4:19
6. ミッドナイト・ランブラー - Midnight Rambler - 9:15
7. ビッチ - Bitch - 5:53
8. ホンキー・トンク・ウィメン - Honky Tonk Women - 3:02
9. サティスファクション - (I Can't Get No) Satisfaction - 3:44
10. リトル・クイニー - Little Queenie - 4:26
11. ブラウン・シュガー - Brown Sugar - 3:48
12. ストリート・ファイティング・マン - Street Fighting Man - 3:15
13. レット・イット・ロック - Let It Rock - 3:14

## 参加ミュージシャン
※レコード／CD記載のクレジットに準拠
ローリング・ストーンズ
- ミック・ジャガー - リード＆バッキングボーカル、パーカッション（#1）、エレキギター（#2）、アコースティックギター（#9、#10）
- キース・リチャーズ - ギター、バッキングボーカル
- ミック・テイラー - ギター
- ビル・ワイマン - ベース、エレクトリックピアノ（#5）
- チャーリー・ワッツ - ドラムス

ゲストミュージシャン
- イアン・スチュワート - ピアノ（#1、#9）
- ニッキー・ホプキンス - ピアノ（#2、#4）
- ジム・ディッキンソン - ピアノ（#3）
- ジャック・ニッチェ - ピアノ（#8）
- ビリー・プレストン - オルガン（#4、#7）
- ボビー・キーズ - サックス
- ライ・クーダー - エレキギター（#8）
- ジム・プライス - トランペット、ピアノ（#10）
- ジミー・ミラー - パーカッション（#4）
- ロッキー・ディジョン - コンガ（#4）
- ポール・バックマスター - ストリングス編曲（#2、#10）
- ピート・タウンゼント、ロニー・レイン、ビリー・ニコルズ - コーラス（#2）[15] ※ノン・クレジット